# Bước chân đầu tiên
Bước chân đầu tiên (tựa gốc tiếng Anh: First Man) là phim điện ảnh tiểu sử chính kịch của Mỹ năm 2018 do Damien Chazelle đạo diễn và Josh Singer viết kịch bản. Dựa trên cuốn sách First Man: The Life of Neil A. Armstrong của James R. Hansen, phim có sự tham gia của nam Diễn viên Ryan Gosling trong vai Neil Armstrong, bên cạnh sự tham gia diễn xuất của Claire Foy, Jason Clarke, Kyle Chandler, Corey Stoll, Ciarán Hinds, Christopher Abbott, Patrick Fugit và Lukas Haas. Nội dung phim nói về những năm dẫn đến nhiệm vụ Apollo 11 đến Mặt Trăng vào năm 1969. Steven Spielberg là người đảm nhận vị trí giám đốc sản xuất.
Ngày 29 tháng 8 năm 2018, Bước chân đầu tiên có buổi ra mắt toàn cầu tại Liên hoan phim Venice, và được hãng Universal Pictures phát hành chiếu rạp tại Hoa Kỳ vào ngày 12 tháng 10 năm 2018. Phim nhận được đánh giá cao từ giới phê bình, đặc biệt là diễn xuất của Gosling và Foy, sự chỉ đạo của Chazelle và phân cảnh hạ cánh xuống Mặt Trăng. Phim đã thu về tổng cộng 75 triệu USD.

## Nội dung
Năm 1961, NASA sát hạch phi công Neil Armstrong đang điều khiển chiếc phi cơ tên lửa X-15 khi nó vô tình bay ngược trở lại bầu khí quyển. Mặc dù anh điều khiển máy bay hạ cánh xuống sa mạc Mojave, đồng nghiệp của anh bày tỏ lo ngại rằng những tai nạn gần đây của anh trong hồ sơ là do mất tập trung và anh bị thôi việc. Đứa con gái hai tuổi rưỡi của anh có tên Karen đang trải qua đợt điều trị u não. Dù cố gắng cứu cô bé trong tuyệt vọng, Armstrong giữ một cuốn nhật ký ghi lại chi tiết về bệnh tình của cô bé và anh sốt sắng tìm cách điều trị, nhưng cô bé đã qua đời sớm. Trong cơn đau buồn, Armstrong ứng cử vào chương trình Gemini và được nhận vào Nhóm phi hành gia NASA số 2. Armstrong, người vợ Janet và đứa con trai chuyển đến Rick cùng với các phi hành gia khác. Armstrong kết bạn với một phi công sát hạch dân sự là Elliot See với Ed White. Khi As Armstrong bắt đầu tập luyện, Deke Slayton gây ấn tượng với các phi hành gia mới về tầm quan trọng của chương trình Gemini, trong khi Liên Xô đã đạt tới mọi cột mốc trong Cuộc đua Vũ trụ trước Mỹ. Armstrong va Janet có một đứa con thứ hai tên Mark.

## Diễn viên
- Ryan Gosling vai Neil Armstrong, phi hành gia trở thành người đầu tiên đi bộ trên Mặt Trăng trong Apollo 11.
- Claire Foy vai Janet Armstrong, vợ của Neil.
- Jason Clarke vai Ed White, hàng xóm và người bạn thân của Neil, người Mỹ đầu tiên đi bộ trong vũ trụ, anh đã qua đời trong một bài sát hạch tiền xuất phát cho Apollo 1, từng là nhiệm vụ Apollo đầu tiên của nhân loại.
- Kyle Chandler vai Deke Slayton, một trong những phi hành gia của Mercury Seven, trở thành Trưởng ban phi hành gia đầu tiên của NASA.
- Corey Stoll vai Buzz Aldrin, người thứ hai đi bộ trên Mặt Trăng trong Apollo 11.
- Pablo Schreiber vai Jim Lovell, phi hành gia của Gemini và chỉ huy dự phòng trong nhiệm vụ Apollo 11 của Armstrong.
- Christopher Abbott vai David Scott, người bay cùng Armstrong trong nhiệm vụ Gemini 8.
- Patrick Fugit vai Elliot See, một thành viên của Nhóm phi hành gia NASA số 2. Armstrong và See từng ở trong đội dự phòng cho Gemini 5, và cả hai sau đó đều được lựa chọn làm chỉ huy các nhiệm vụ: Armstrong trong Gemini 8 và See trong Gemini 9. See qua đời vào năm 1966 khi máy bay phản lực huấn luyện NASA của anh đâm vào Trung tâm Vũ trụ McDonnell ở St. Louis, nơi anh đang thực tập cho nhiệm vụ đó.
- Lukas Haas vai Michael Collins, phi công chỉ huy bộ phận kỹ thuật cho Apollo 11. Anh cũng bay trong nhiệm vụ Gemini 10.

## Sản xuất
Đầu năm 2003, nam Diễn viên kiêm đạo diễn Clint Eastwood và các thành viên sản xuất tại xưởng phim Warner Bros. đã mua về bản quyển phim từ cuốn First Man: The Life of Neil A. Armstrong của James R. Hansen. Trước đó Eastwood từng đạo diễn cũng như thủ vai trong phim điện ảnh chủ đề vũ trụ Space Cowboys, dù ông cho biết ông có thể không xuất hiện trước ống kính trong Bước chân đầu tiên.
Universal và DreamWorks là những đơn vị cuối cùng đảm nhiệm dự án Bước chân đầu tiên vào giữa thập niên 2010. Damien Chazelle, người từng nhận những lời khen ngợi từ giới phê bình cho tác phẩm Whiplash năm 2014, đã ký hợp đồng sản xuất phim vào năm đó và thuê Josh Singer viết lại kịch bản hiện có. Gosling, Diễn viên thủ vai trong phim điện ảnh Những kẻ khờ mộng mơ của Chazelle cũng gia nhập phim khi đảm nhận vai Armstrong vào tháng 11 năm 2015, và Hansen được thuê để hợp tác sản xuất bộ phim nhờ vai trò nhà tác giả cuốn sách. Wyck Godfrey và Marty Bowen cũng sản xuất bộ phim thông qua xưởng phim Temple Hill Entertainment, trong khi giai đoạn tiền kỳ bắt đầu vào tháng 3 năm 2017. Quá trình quay phim chính bắt đầu tại Atlanta vào tháng 11 năm 2017. Để dựng lại ngôi nhà của Armstrong, đoàn làm phim đã dựng một bản sao của ngôi nhà trên một lô đất trống, trong khi phân cảnh hạ cánh xuống Mặt Trăng được quay trong một mỏ đá địa phương vào ban đêm. Chazelle và nhà quay phim Linus Sandgren lựa chọn ghi hình phân cảnh này bằng máy quay IMAX 70 mm, trái ngược với máy quay 16mm và 35mm đã thu hình phần còn lại của phim.

## Phát hành
Ngày 29 tháng 8 năm 2018, Bước chân đầu tiên có buổi ra mắt toàn cầu tại Liên hoan phim Venice, cũng như được chiếu tại Liên hoan phim Telluride vào ngày 31 tháng 8 năm 2018 và Liên hoan phim quốc tế Toronto vào ngày 9 tháng 9 năm 2018. Hãng Universal Pictures phát hành phim tại Hoa Kỳ vào ngày 12 tháng 10 năm 2018.

## Nhạc phim
Nhạc phim cho Bước chân đầu tiên do Justin Hurwitz sáng tác. Nhạc nền được biểu diễn bởi một dàn nhạc 94 người, cũng như các nhạc cụ như theremin điện tử và moog synthesizer, bên cạnh các loại máy thay đổi âm thanh cũ bao gồm Leslie speakers và một Echoplex.
Album kỹ thuật số được phát hành thông qua Back Lot Music vào ngày 12 tháng 10 năm 2018.
| STT              | Nhan đề                                 | Performers            | Thời lượng |
| ---------------- | --------------------------------------- | --------------------- | ---------- |
| 1.               | "X-15"                                  | Justin Hurwitz        | 1:22       |
| 2.               | "Good Engineer"                         | Justin Hurwitz        | 1:06       |
| 3.               | "Karen"                                 | Justin Hurwitz        | 0:45       |
| 4.               | "Armstrong Cabin"                       | Justin Hurwitz        | 1:15       |
| 5.               | "Another Egghead"                       | Justin Hurwitz        | 1:05       |
| 6.               | "It'll Be an Adventure"                 | Justin Hurwitz        | 0:41       |
| 7.               | "Houston"                               | Justin Hurwitz        | 2:16       |
| 8.               | "Multi-Axis Trainer"                    | Justin Hurwitz        | 2:54       |
| 9.               | "Baby Mark"                             | Justin Hurwitz        | 0:47       |
| 10.              | "Lunar Rhapsody" (featuring Les Baxter) | Dr. Samuel J. Hoffman | 3:04       |
| 11.              | "First to Dock"                         | Justin Hurwitz        | 1:27       |
| 12.              | "Elliot"                                | Justin Hurwitz        | 0:28       |
| 13.              | "Sextant"                               | Justin Hurwitz        | 1:45       |
| 14.              | "Squawk Box"                            | Justin Hurwitz        | 1:54       |
| 15.              | "Searching for the Aegena"              | Justin Hurwitz        | 1:51       |
| 16.              | "Docking Waltz"                         | Justin Hurwitz        | 3:22       |
| 17.              | "Spin"                                  | Justin Hurwitz        | 1:15       |
| 18.              | "Naha Rescue 1"                         | Justin Hurwitz        | 1:05       |
| 19.              | "Pat and Janet"                         | Justin Hurwitz        | 1:34       |
| 20.              | "The Armstrongs"                        | Justin Hurwitz        | 2:25       |
| 21.              | "I Oughta Be Getting Home / Plugs Out"  | Justin Hurwitz        | 1:10       |
| 22.              | "News Report"                           | Justin Hurwitz        | 0:42       |
| 23.              | "Dad's Fine"                            | Justin Hurwitz        | 1:03       |
| 24.              | "Whitey on the Moon"                    | Leon Bridges          | 1:48       |
| 25.              | "Neil Packs"                            | Justin Hurwitz        | 1:25       |
| 26.              | "Contingency Statement"                 | Justin Hurwitz        | 1:56       |
| 27.              | "Apollo 11 Launch"                      | Justin Hurwitz        | 5:50       |
| 28.              | "Translunar"                            | Justin Hurwitz        | 1:01       |
| 29.              | "Moon"                                  | Justin Hurwitz        | 1:07       |
| 30.              | "Tunnel"                                | Justin Hurwitz        | 0:52       |
| 31.              | "The Landing"                           | Justin Hurwitz        | 5:31       |
| 32.              | "Moon Walk"                             | Justin Hurwitz        | 1:29       |
| 33.              | "Home"                                  | Justin Hurwitz        | 1:51       |
| 34.              | "Crater"                                | Justin Hurwitz        | 2:00       |
| 35.              | "Quarantine"                            | Justin Hurwitz        | 2:15       |
| 36.              | "End Credits"                           | Justin Hurwitz        | 4:19       |
| 37.              | "Sep Ballet" (bonus track)              | Justin Hurwitz        | 1:17       |
| Tổng thời lượng: | Tổng thời lượng:                        | Tổng thời lượng:      | 67:57      |

## Đón nhận

### Doanh thu phòng vé
Tính đến ngày 30 tháng 11 năm 2018, Bước chân đầu tiên thu về 38.8 triệu USD chỉ tính riêng tại thị trường Hoa Kỳ và Canada, và 37.4 triệu USD tại các quốc gia và vùng lãnh thổ khác, nâng tổng mức doanh thu toàn cầu lên 76.2 triệu USD.
Tại hai thị trường Hoa Kỳ và Canada, Bước chân đầu tiên công chiếu bên cạnh Câu chuyện lúc nửa đêm 2: Halloween quỷ ám và Phút kinh hoàng tại El Royale, dự kiến thu về từ 18–25 triệu USD từ 3,640 rạp chiếu trong dịp cuối tuần mở màn. Phim đem về 5.8 triệu USD trong ngày chiếu đầu tiên, trong đó có 1.1 triệu USD từ các buổi xem trước vào tối thứ Năm tại 2,850 rạp chiếu. Tác phẩm tiếp tục ra mắt với 16 triệu USD, xếp sau hai bộ phim là Venom và Vì sao vụt sáng. Anthony D'Alessandro của Deadline Hollywood cho rằng màn trình diễn kém cỏi của Bước chân đầu tiên ít hơn một vấn đề của bất kì tranh cãi nào liên quan đến quốc kì Hoa Kỳ và nhiều hơn để thực hiện với thời lượng 141 phút và sự tập trung vào mảng chính kịch. Giống như Deadline, Michael Cieply thừa nhận rằng tranh cãi về quốc kì đã thu hút sự chỉ trích trên Internet và nó có thể gây tác động xấu đến màn trình diễn phòng vé của phim.

### Đánh giá chuyên môn
Trên hệ thống tổng hợp kết quả đánh giá Rotten Tomatoes, Bước chân đầu tiên nhận được 88% lượng đồng thuận dựa theo 329 bài đánh giá, với điểm trung bình là 8.1/10. Các chuyên gia của trang web nhất trí rằng, "Bước chân đầu tiên sử dụng một sự tập trung cá nhân để làm nóng cái nhìn ngược về một khoảnh khắc trọng đại trong lịch sử nhân loại, và đưa khán giả vào một hành trình chính kịch cao xa trên đường đi". Trên Metacritic, phim đạt số điểm cao là 84 trên 100 dựa trên 56 nhận xét, chủ yếu là những lời khen ngợi. Lượt bình chọn của khán giá trên trang thống kê CinemaScore chấm phim điểm B+ trên thang từ A+ đến F.